# Alció de Mindanao
L'alció de Mindanao bern pescador d'Hombron o el bern pescador de capeta blava (Actenoides hombroni) és una espècie d'ocell de la família Alcedinidae endèmica de les Filipines i que només es troba a Mindanao. És un dels berns pescadors més acolorits del país amb un casquet blau fosc (verd per a les femelles) i unes ales amb taques roïnes, un ventre vermellós ratllat, una barbeta blanca i un bec vermell. Els seus hàbitats naturals es troben als nivells superiors dels boscos tropicals humits de les terres baixes i als boscos tropicals humits de muntanya, com per exemple el bosc de Mindanao. Està amenaçat per la pèrdua d'hàbitat.

## Descripció
EBird descriu l'ocell com "Un espectacular martí pescador de mida mitjana de contraforts i boscos muntanyosos a Mindanao amb un bec vermell gruixut, una gola blanca, una gropa blava i una escamada lleugerament rosca a les parts inferiors i la galta, que s'estenen al voltant de la part posterior del coll. El mascle té la corona blava, la cua blava i les ales blaves amb taques colorades. El blau és substituït pel verd a la femella. El mascle també té una franja addicional de bigoti blau inconfusible. Es veu més sovint que s'escolta. La seva cançó, donada a l'alba, consisteix en un únic xiulet amb una qualitat lleugerament metàl·lica, "wee-ooo", que es repeteix cada pocs segons."
Aquests martins pescadors presenten un dimorfisme sexual en el qual els mascles tenen el casquet blau fosc homònim i les ales blau fosc. Les femelles, en canvi, tenen el casquet i les ales de color verd aqua.

### Identificació
El martí pescador de cap blau té una longitud de 32 a 22 cm. Mascles i femelles tenen descripcions físiques diferents (dimorfisme sexual).

#### Mascle
Un mascle adult té una gorra de color porpra profund al front que està delimitada per una banda blava brillant. També de la mandíbula inferior hi ha un bigoti ample de color blau violeta. Hi ha una zona entre el bigoti i la gorra que és taronja. El coll posterior i les plomes del mantell superior són de color blau fosc. El mantell inferior, els escapulars, les tercials i les cobertores superiors són de color verd-blau fosc i tenen taques de color marró vermellós. A més, la part baixa de l'esquena, la gropa i la part superior de la cua són de color blau brillant. Finalment, el pit, els flancs del ventre i les cobertores inferiors de la cua són de color marró vermellós. Les cames i els peus tenen un color rosat fosc.

#### Femella
Una femella adulta es caracteritza per una gorra de color verd apagat, estesa gradualment sobre un color vermellós al front. La gorra està envoltada per una banda de color cian que s'estén des de darrere de l'ull fins al clatell. El bigoti és de color vermell ataronjat i té algunes petites taques verdoses. Té el mantell, tercials, cobertes alars superiors i escapulars de color verd oliva amb una marca de color beix groguenc a cada ploma.

## Hàbitat i estat de conservació
Els seus hàbitats naturals es troben a les serres superiors dels boscos tropicals humits de les terres baixes i dels boscos tropicals humits de muntanya amb un ampli rang d'altitud de 100 a 2.400 metres sobre el nivell del mar, però amb la majoria de registres per sobre dels 1.000 msnm. Sovint es troben a prop dels rierols. La UICN ha avaluat aquest ocell com a vulnerable amb la seva població estimada entre 2.500 i 9.999 individus madurs i es pensa que encara està disminuint. La principal amenaça d'aquesta espècie és la pèrdua d'hàbitat amb l'eliminació a l'engròs dels hàbitats forestals com a resultat de l'explotació forestal, la conversió agrícola i les activitats mineres que es produeixen a l'àrea de distribució. Sembla que aquesta espècie mostra una preferència pels hàbitats de muntanya que estan més en risc de les activitats mineres, especialment per la cromita i el níquel.
Es troba en algunes àrees protegides com el parc natural de Pasonanca, el parc nacional del mont Kitanglad, el parc nacional del mont Apo i la conca hidrogràfica del mont Hilong-hilong, però com passa amb la majoria de les àrees de les Filipines, la protecció i l'aplicació són laxes.

#### Localització geogràfica
Es troba principalment a les illes del sud de les Filipines, concretament a les selves tropicals no alterades de l'illa de Mindanao. Habita zones muntanyoses, principalment entre els 1000 i els 2000 m d'altitud. Fa uns anys era bastant comú a nivell local, però a causa de la destrucció del bosc autòcton el seu hàbitat s'ha fragmentat i reduït, afectant el nombre d'individus reportats.